# Джурджеви-Ступови
Джу́рджеви-Сту́пови (серб. Ђурђеви ступови, в переводе Георгиевы башни) во имя святого великомученика Георгия — мужской монастырь Рашско-Призренской епархии Сербской православной церкви, находящийся близ археологического заповедника Стари-Рас недалеко от современного города Нови-Пазара.
Монастырь входит в список памятников культуры Сербии исключительного значения.

## История
Был основан до 1171 года Стефаном Неманей, около 1175 года была построена церковь, первоначально имевшая две башни на западном фасаде, давшие название монастырю. Позднее король Стефан Драгутин расширил церковь. В 1316 году он, вернувшись из изгнания в Среме, удалился в Джурджеви-Ступови, где вскоре умер и был погребён. Монастырь, занимавший выгодную позицию на холме над городом, играл большую роль в политической жизни страны, но после захвата Сербии турками стал приходить в запустение, а в 1689 году в ходе австро-турецкой войны был оставлен монахами и постепенно разрушился.
В 1960 году началась реставрация церкви и консервация сохранившихся развалин. В 1979 году монастырь в составе Стари-Раса был включён в список Всемирного наследия ЮНЕСКО. В 1999 году были восстановлены кельи, а в 2002 году была построена трапезная, после чего восстановилась монастырская жизнь. С 2001 года ведётся восстановление стен и башен.
Храм святого Георгия в монастыре является выдающимся памятником сербской архитектуры XII века и ярким памятником рашского стиля, синтезировавшего романский и византийский стили. При его строительстве был использован ряд новаторских решений — башни у главного входа, боковые вестибюли, купол эллиптической формы, неправильная форма алтарной части и центрального зала церкви, ставшие основополагающими для сербской архитектуры. Внутри церкви сохранились немногочисленные современные постройке фрески, большая часть которых была при реставрации снята со стен и перевезена в Национальный музей в Белграде. Внутри монастыря расположен музей, где выставлены археологические находки и фрагменты разрушенных сооружений, обнаруженные на монастырской территории.